# 克丽丝廷·金
克丽丝廷·金（英語：Kristin King，1979年7月21日—），美国女子冰球运动员，场上位置是前锋。她曾代表美国国家队参加2006年冬季奥林匹克运动会冰球比赛，获得一枚铜牌。